# Prix Voltaire
Der Prix Voltaire ist eine von der Internationalen Verleger-Union seit 2006 jährlich vergebene Auszeichnung für Personen, die sich um die Freiheit des geschriebenen Wortes besonders verdient gemacht haben. Der Preis wurde 2005 als Freedom to Publish Prize etabliert, 2006 erstmals vergeben und 2016 in IPA Prix Voltaire umbenannt. Der Preis ist mit 10.000 Schweizer Franken dotiert.
Preisträger
- 2025 Dmitri Strozew (Belarus), Nadia Kandrusevich (Belarus)[1]
- 2023 Mazin Lateef Ali (Irak) und Wolodymyr Wakulenko (Ukraine, postum)[2]
- 2022 Same Sky Books (Thailand)
- 2021 Dar Al Jadeed (Libanon) und Lokman Slim (postum)
Special Award: Li Liqun (Li Huizi), postum (China)[3]
- 2020 Nhà Xuất bản Tự do (Liberal Publishing House; Pham Doan Trang) (Vietnam)[4]
- 2019 Khaled Lutfi (Ägypten)[5]
- 2018 Gui Minhai (Schweden/Hongkong)
- 2017 Turhan Günay und Evrensel (Türkei)
- 2016 Raif Badawi (Saudi-Arabien)
- 2015 nicht vergeben
- 2014 Ihar Lohvinau (Belarus)
- 2013 nicht vergeben
- 2012 Jonathan Shapiro („Zapiro“, Südafrika)
- 2011 Bui Chat (Vietnam)
- 2010 Israpil Shovkhalov und Viktor Kogan-Yasny vom Magazin DOSH (Tschetschenien-Russland)
  - Spezialpreis: Irfan Sancı vom Verlag Sel Yayıncılık (Türkei)
- 2009 Sihem Bensedrine, Neziha Rejiba, Mohamed Talbi, Gründer des Observatory for the Freedom of the Press, Publishing and Creation in Tunisia (OLPEC) (Tunesien)
- 2008 Ragıp Zarakolu (Türkei)
- 2007 Trevor Ncube (Simbabwe)
  - Spezialpreis: Anna Stepanowna Politkowskaja (Russland, postum) & Hrant Dink (Türkei, postum)
- 2006 Shalah Lahiji (Iran)